# Лагранжов полином
Интерполација путем Лагранжових полинома је поступак у коме је за {\displaystyle n+1} тачака уз помоћ Лангражових полинома потребно да се нађу нове вредности неке непознате функције или функције чије је израчунавање претешко (временски пренапорно или чак немогуће). 
Идеја иза поступка је врло слична другим методама (Њутновој методи, на пример): Полазећи од познатих тачака конструише се нова основа неког простора. Онда се дата функција (односно њене познате вредности за дате тачке) трансформише у тај нови простор. Мало неформалније речено, од ње се прави полином, а она служи пре свега као узор. Тиме се добија нова, приближна функција (полином) који може да се израчуна. 
Основа за Лангражов полином је:
{\displaystyle l_{i}(x)=\prod _{j=0,j\neq i}^{n}{\frac {x-x_{j}}{x_{i}-x_{j}}}}
Приближна функција која апроксимира {\displaystyle f(x)} је {\displaystyle P(x)}; {\displaystyle x_{i}} су тачке за које су познате вредности дате функције:
{\displaystyle P(x)=\sum _{i=0}^{n}f(x_{i})l_{i}(x)}
Гледајући {\displaystyle l_{i}(x)} за {\displaystyle i\in \{1,2,3,4,5\}}:
{\displaystyle l_{0}(x)={x-x_{1} \over x_{0}-x_{1}}\cdot {x-x_{2} \over x_{0}-x_{2}}\cdot {x-x_{3} \over x_{0}-x_{3}}\cdot {x-x_{4} \over x_{0}-x_{4}}}
{\displaystyle l_{1}(x)={x-x_{0} \over x_{1}-x_{0}}\cdot {x-x_{2} \over x_{1}-x_{2}}\cdot {x-x_{3} \over x_{1}-x_{3}}\cdot {x-x_{4} \over x_{1}-x_{4}}}
{\displaystyle l_{2}(x)={x-x_{0} \over x_{2}-x_{0}}\cdot {x-x_{1} \over x_{2}-x_{1}}\cdot {x-x_{3} \over x_{2}-x_{3}}\cdot {x-x_{4} \over x_{2}-x_{4}}}
{\displaystyle l_{3}(x)={x-x_{0} \over x_{3}-x_{0}}\cdot {x-x_{1} \over x_{3}-x_{1}}\cdot {x-x_{2} \over x_{3}-x_{2}}\cdot {x-x_{4} \over x_{3}-x_{4}}}
{\displaystyle l_{4}(x)={x-x_{0} \over x_{4}-x_{0}}\cdot {x-x_{1} \over x_{4}-x_{1}}\cdot {x-x_{2} \over x_{4}-x_{2}}\cdot {x-x_{3} \over x_{4}-x_{3}}}
постаје јасније зашто су такви полиноми баш изабрани. На свим местима {\displaystyle x_{j\neq i}} полином има нулто место, а код {\displaystyle x_{i}} има вредност 1. Тако је осигурано да ће наведени полином да прође тачно кроз дате тачке односно да ће за све {\displaystyle P(x_{i})} да важи {\displaystyle P(x_{i})=f(x_{i})}.

## Пример
Позната је вредност полинома у 3 различите тачке :
| X | 1 | 2  | 3 |
| Y | 3 | -1 | 1 |

Екстраполацијом се добија полином : 

{\displaystyle P(x)=3\cdot {x-2 \over 1-2}\cdot {x-3 \over 1-3}+(-1)\cdot {x-1 \over 2-1}\cdot {x-3 \over 2-3}+1\cdot {x-1 \over 3-1}\cdot {x-2 \over 3-2}}